# Sciecq
Sciecq – miejscowość i gmina we Francji, w regionie Nowa Akwitania, w departamencie Deux-Sèvres.
Według danych na rok 1990 gminę zamieszkiwało 449 osób, a gęstość zaludnienia wynosiła 104 osób/km² (wśród 1467 gmin regionu Poitou-Charentes Sciecq plasuje się na 590. miejscu pod względem liczby ludności, natomiast pod względem powierzchni na miejscu 1098.).